# Bonthe
Het district Bonthe is gelegen in de provincie Southern in Sierra Leone.